# Altenbach (Metter)
Der Altenbach ist ein 5,6 km langer, orografisch linker Nebenfluss der untersten Metter im baden-württembergischen Landkreis Ludwigsburg. Am Mittel- und Unterlauf fließt er im Tiefental.

## Geographie

### Verlauf
Der Bach entspringt etwa 750 m südwestlich von Löchgau auf einer Höhe von 263 m ü. NHN. Der im Oberlauf Seeländlesbach genannte Wasserlauf fließt zunächst in südwestliche Richtungen. Nach einer Fließstrecke von etwa 2 km wendet sich der Bach im Stadtgebiet von Sachsenheim nach Südosten. Auf dem längsten Teil seines Laufes liegt dieser im Gebiet der Stadt Bietigheim-Bissingen. Nach einem insgesamt 5,6 km langen Weg mündet der Altenbach zwischen Metterzimmern und Bietigheim auf 186 m ü. NHN in die Metter. Bei einem Höhenunterschied von 77 m beträgt das mittlere Sohlgefälle 13,8 ‰.

### Einzugsgebiet
Der Altenbach entwässert etwa 5,8 km² in den Unterräumen Metterplatte und Südliches Strombergvorland des Naturraums Neckarbecken südwest- bis südostwärts zur Metter. Der Oberlauf Seeländlesbach läuft in einem Graben, der nach Norden hin auch bis zum Steinbach zieht, zuletzt wohl verdolt unter einem Segelfluggelände nahe Löchgau.
Hinter den Grenzen des etwa die Form eines nach Osten offenen Halbmondes zeigenden Einzugsgebietes konkurriert im Norden der genannte Steinbach. Im Osten findet sich vor der bis über 4 km entfernten Enz, in die letztlich alle Konkurrenten entwässern, kein weiterer durchgehender Wasserlauf, wohl aber ein im oberen Bereich Löchgauer, im unteren Brachberger Tal genanntes Trockental zur Enz hin; an dieser Seite des Einzugsgebietes liegt auf der über eine flache Kuppe zwischen dem Löchgauer Weißenhof und dem Bietigheimer Waldhof ziehenden Wasserscheide der mit 292,7 m ü. NHN höchste Punkt im Entwässerungsgebiet des Altenbachs. Im Süden grenzt das unmittelbare Einzugsgebiet der enzwärts fließenden Metter an, im Westen das des Metter-Zuflusses Kirbach und dem Norden zu wiederum das von dessen linkem Zufluss Schlankenbächle.
Auf dem größten Teil des Oberlaufs liegt das Bett des Altenbach im lehmreichen Lettenkeuper (Erfurt-Formation), dann erreicht er etwas vor dem kurzzeitigen Übertritt auf Sachsenheimer Grund den Oberen Muschelkalk, in dem der Unterlauf auf dem Gebiet von Bietigheim bis zur Mündung verbleibt. Diese Schicht steht allerdings nur in der schmalen Talmulde an, außerhalb liegt im übrigen Einzugsgebiet rechts das Laufs meist Lösssediment, links zumeist der Lettenkeuper, mit einigen ebenfalls überlagernden Lösssedimentinseln.